# Réda Sayah
Réda Bensaïd Sayah (sinh ngày 19 tháng 6 năm 1989 ở Ouargla) là một cầu thủ bóng đá người Algérie. Hiện tại anh thi đấu cho MC Alger ở Giải bóng đá hạng nhất quốc gia Algérie.

## Sự nghiệp câu lạc bộ
Vào tháng 7 năm 2011, Sayah ký bản hợp đồng 2 năm cùng với MC Alger. Anh được chú ý bởi câu lạc bộ khi đối đầu với câu lạc bộ trước đó của anh, MC Mekhadma, tại vòng Hai của Cúp bóng đá Algérie 2010–11. Vào 20 tháng 9 năm 2011, anh có màn ra mắt cho câu lạc bộ vào phút 87 trong trận đấu tại giải vô địch trước ES Sétif.